# Hagenow
Hagenow (phát âm tiếng Đức: [ˈhaːɡəno]) là một đô thị ở tây nam Mecklenburg-Western Pomerania, huyện Ludwigslust-Parchim, 30 km về phía nam Schwerin, Đức. Dân số năm 2004 là 12.200 người.
Ở đây có nhà thờ được xây trong giai đoạn 1875-1879 theo phong cách kiến trúc Tân Gô tích.

## Liên kết ngoài

lá cờ